# Juhani Aaltonen

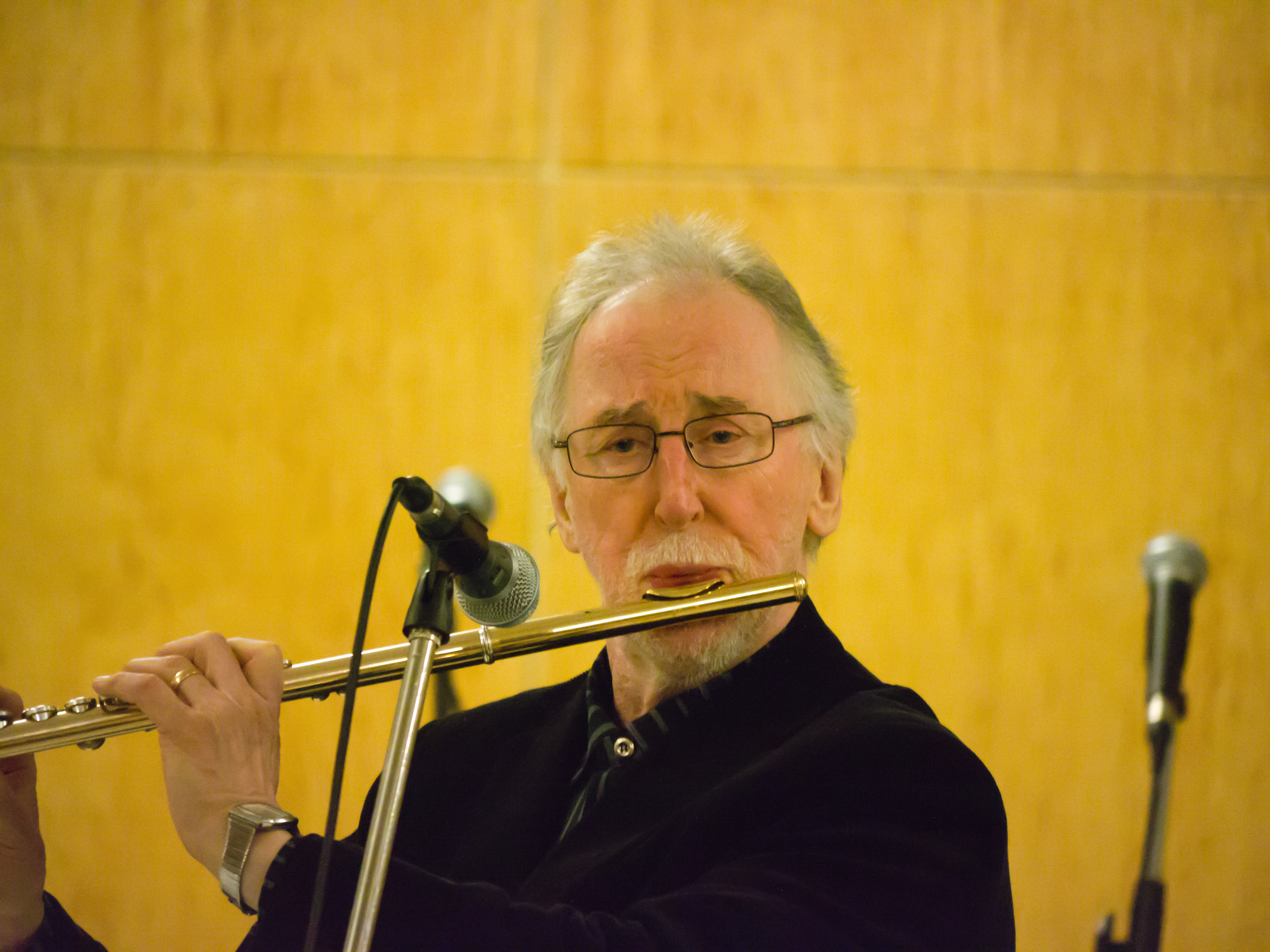
Juhani Aaltonen (2011)

Juhani Antero Aaltonen [ˈjuhɑni ˈɑntɛrɔ ˈɑːltɔnɛn] (* 12. Dezember 1935 in Kouvola) ist ein finnischer Jazz-Saxophonist und -flötist.

## Leben
Aaltonen absolvierte zunächst eine Ausbildung als Hornist. Während seiner Schulzeit und seinem Militärdienst erlernte er Gitarre und Tenorsaxophon. Nach einem dreijährigen Aufenthalt in Schweden erlernte er wieder in Finnland Baritonsaxophon. 1961 begann er an der Sibelius-Akademie ein Studium der klassischen Flöte, das er am Berklee College of Music in Boston fortsetzte. In den 1950er Jahren spielte er in einem Sextett unter der Leitung des Trompeters Heikki Rosendahl in Inkeroinen. Ab 1961 ging er nach Helsinki und arbeitete häufig als Studiomusiker.
Nach seiner Rückkehr nach Finnland arbeitete er vorrangig im Duo mit Edward Vesala, daneben auch mit Henrik Otto Donner, Heikki Sarmanto und Seppo Paakkunainen und erlernte autodidaktisch das Saxophonspiel. 1968 wurde er als Jazzmusiker des Jahres ausgezeichnet. 1974 erschien sein erstes Soloalbum Etiquette. 
1975 gehörte er zu den Gründern des UMO Jazz Orchestra, dem er bis 1986 angehörte. Daneben arbeitete er u. a. mit Jan Garbarek, Charlie Mariano, Edward Vesala, Peter Brötzmann, Tomasz Stańko, Jukka Tolonen und Arild Andersen.
Von 1990 bis 1992 war mit einem eigenen Quartett mit Olli Ahvenlahti, Heikki Virtanen und Reino Laine auf Tour, daneben arbeitete er in den 1990er Jahren vorrangig mit dem Pianisten Heikki Sarmanto, 2001 erschien ihr Album Rise. Mit dem Trio-Album Mother Tongue gewann er 2003 den Jazz-Emma (den finnischen Grammy).

## Diskographie
- Etiquette, 1974
- Strings, 1976, mit Henrik Otto Donner
- Déja Vu, 2000, mit Art Farmer, Heikki Sarmanto, Pekka Sarmanto, Jukkis Uotila und Tapio "Mongo" Aaltonen
- Rise, 2001, mit Heikki Sarmanto
- Mother Tongue, 2003, mit Ulf Krokfors und Tom Nekljudow
- Strings Revisited, 2003, mit Reggie Workman, Andrew Cyrille und dem Avanti! Kammerorchester
- Suhka, 2003, mit Jone Takamäki, Jouni "Tane" Kannisto, Verneri Pohjola, Patrik Latvala, Seppo Kantonen, Jarmo Savolainen, Pekka Nylund, Antti Hytti, Ulf Krokfors Tom Nekljudow und Stefan Paavola
- Reflections, 2004, mit Reggie Workman und Andrew Cyrille
- Wonders Never Cease, 2005, mit Mikko Iivanainen und Klaus Suonsaari
- Illusion of Ballad, 2006, mit Ulf Krokfors und Tom Nekljudow
- Juhani Aaltonen / Heikki Sarmanto: Conversations (TUM, 2012)
- To Future Memories (TUM 2014), mit Iro Haarla, Ulf Krokfors, Ville Herrala, Reino Laine, Tatu Ronkko
- Nordic Trinity: Blessings (2016), mit Mikko Iivanainen, Klaus Suonsaari
- Juhani Aaltonen / Jonas Kullhammar / Christian Meaas Svendsen / Ilmari Heikinheimo: The Father, the Sons & the Junnu (Moserobie, 2020)